# سباركس (جورجيا)
سباركس (بالإنجليزية: Sparks, Georgia)‏ هي بلدة تقع في مقاطعة كوك، جورجيا بولاية جورجيا في الولايات المتحدة. تبلغ مساحتها 10.2 (كم²)، وترتفع عن سطح البحر 73 م، بلغ عدد سكانها 2052 نسمة في عام 2010 حسب إحصاء مكتب تعداد الولايات المتحدة وتصل الكثافة السكانية فيها 172.1 نسمة/كم2.

## وصلات خارجية
- The US50 - Cities and Towns in Georgia State
- Georgia Cities and Towns, Facts, Map, Flag, Colleges, Government, and More